# Grajal de Campos
Grajal de Campos es un municipio y villa española de la provincia de León, en la comunidad autónoma de Castilla y León. Pertenece al partido judicial de Sahagún y a la comarca natural de Tierra de Campos. Cuenta con una población de 209 habitantes (INE 2024). La localidad está situada a 813 metros de altitud.
Grajal de Campos está situada en el Camino de Santiago de Madrid que enlaza con el Camino de Santiago Francés en Sahagún.

## Historia

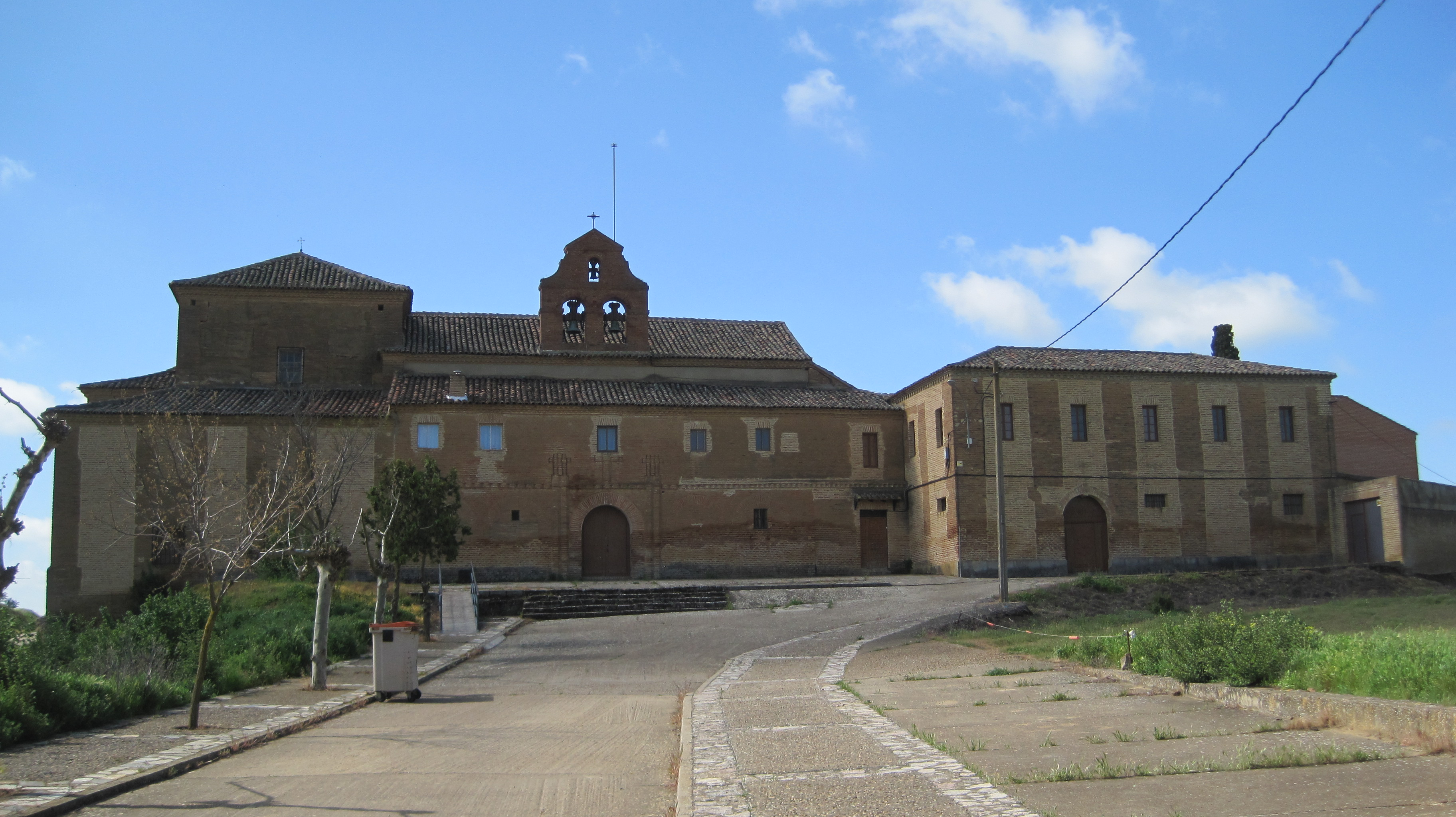
Convento de Nuestra Señora de la Antigua

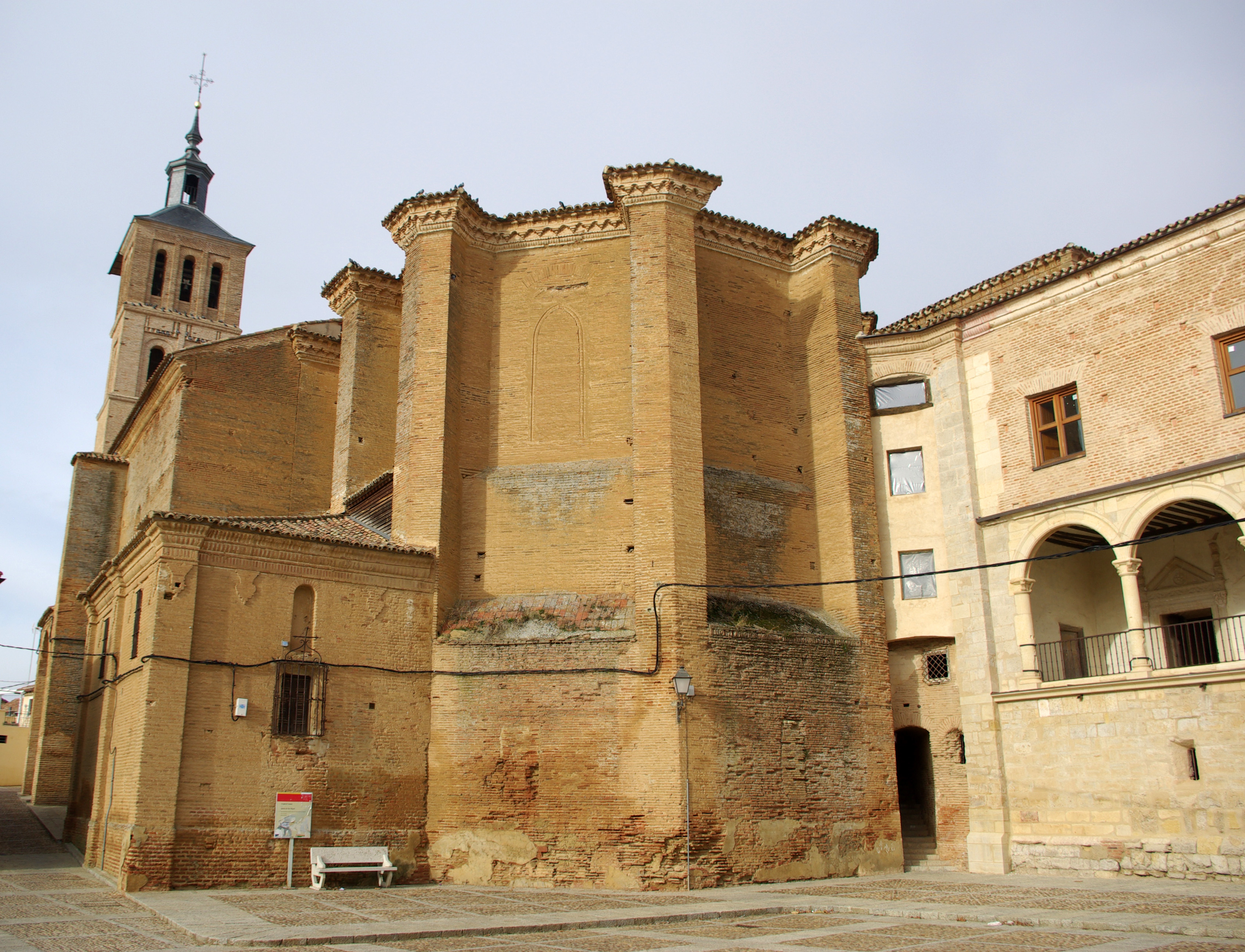
Iglesia de San Miguel

Los primeros pobladores fueron los celtíberos, ubicados en las cercanías del cerro de Turrutalba, a unos 2 km de la localización actual de Grajal. En ese mismo lugar y hacia el 117 a. C. pudo existir una fortaleza romana fundada por los hermanos Tiberio y Sempronio Graco. De hecho el nombre actual del pueblo pudo originarse en el término Gracca derivado del apellidos de los hermanos regentes.
Hay referencias documentales a la actual villa de Grajal en el año 874, en tiempos de Alfonso III de Asturias, también conocido como Alfonso III el Magno, quien dotó a la villa de gran vigor institucional, cultural y comercial. Desde 960 Grajal de Campos se convierte en mercado comarcal y cabeza de condado.
De señorío pasó a condado y posteriormente sufrió la decadencia nobiliaria. Finalmente en el año 1998 el pueblo de Grajal de Campos adquirió el Palacio de los condes de Grajal, en penoso estado de conservación, comprándolo a los propietarios por el simbólico precio de 6 pesetas.

### De señores a condes de Grajal

#### Señores de Grajal
- Tello Alfonso, (9 de diciembre de 1237-julio de 1241)
- Alonso Tellez de Meneses, (-,1252), hijo del anterior
- Alfonso Téllez de Molina, (1262-1314)[7]
- Tello Alfonso de Meneses, (-, 1315)
- Alfonso de Meneses (1310-15/1318), hijo de Tello Alfonso de Meneses
- Isabel Téllez de Meneses (1310-15/después de 1370), hija de Tello Alfonso de Meneses
- Hernando de Vega, finales del siglo XV, casado con Marina de Escobar.
- Hernando de Vega (-1526), hijo del anterior Hernando de Vega, casado con Blanca Enríquez de Acuña, hermana del conde de Buendía (Fadrique de Acuña).[8] Fue un fiel partidario de Carlos I de España frente a los comuneros en la Guerra de las Comunidades de Castilla. Fue virrey de Galicia, comendador mayor de Castilla y presidente del Consejo de Órdenes, señor de Grajal, Palazuelo y Melgar de Yuso, lugar que compró el 27 de diciembre de 1511.[9]
- Juan de Vega  (ca. 1507-Valladolid, 20 de diciembre de 1558), primogénito del anterior,[9] fue un militar y hombre de estado español, virrey de Navarra, embajador en Roma y virrey de Sicilia al servicio del emperador Carlos V, y presidente del Consejo de Castilla con Felipe II.[10] VI señor de Grajal.[10]

### Pleito entre los vecinos de Grajal y sus condes
Durante 1624 se presentó pleito de los vecinos de Grajal contra los condes.
Los pecheros de Grajal (el pueblo llano, los plebeyos o Tercer Estado) que eran quienes pagaban impuestos, hartos de opresión sobre sus escasos bienes y los frutos de su trabajo, presentaron demanda ante la Real Chancillería de Valladolid por el exceso de tributos, pagos, prohibiciones y uso discrecional de la cárcel para los vecinos de Grajal por contradecir la voluntad de los condes.
Representaban al Concejo de Grajal, la parte demandante, los alcaldes Lorenzo de Godos y Francisco Amigo Viejo además de los regidores, procuradores y otros vecinos. Representaba a la parte demandada Beatriz de Menchaca y Castro como madre del conde Juan de Vega y Menchaca.
El 14 de noviembre de 1624 se llega a un acuerdo y fue extendido el auto de concordia el 31 de diciembre de 1624. El acuerdo concedía mejoras a los vecinos, no se movieron las esenciales (el pago de 400 reales y gallinas), pero se atenuó el abuso desmedido, el trato discrecional y la posibilidad de vender vino y tener ganado menor con el límite de las leyes generales y no las particulares que los condes imponían.

## Demografía

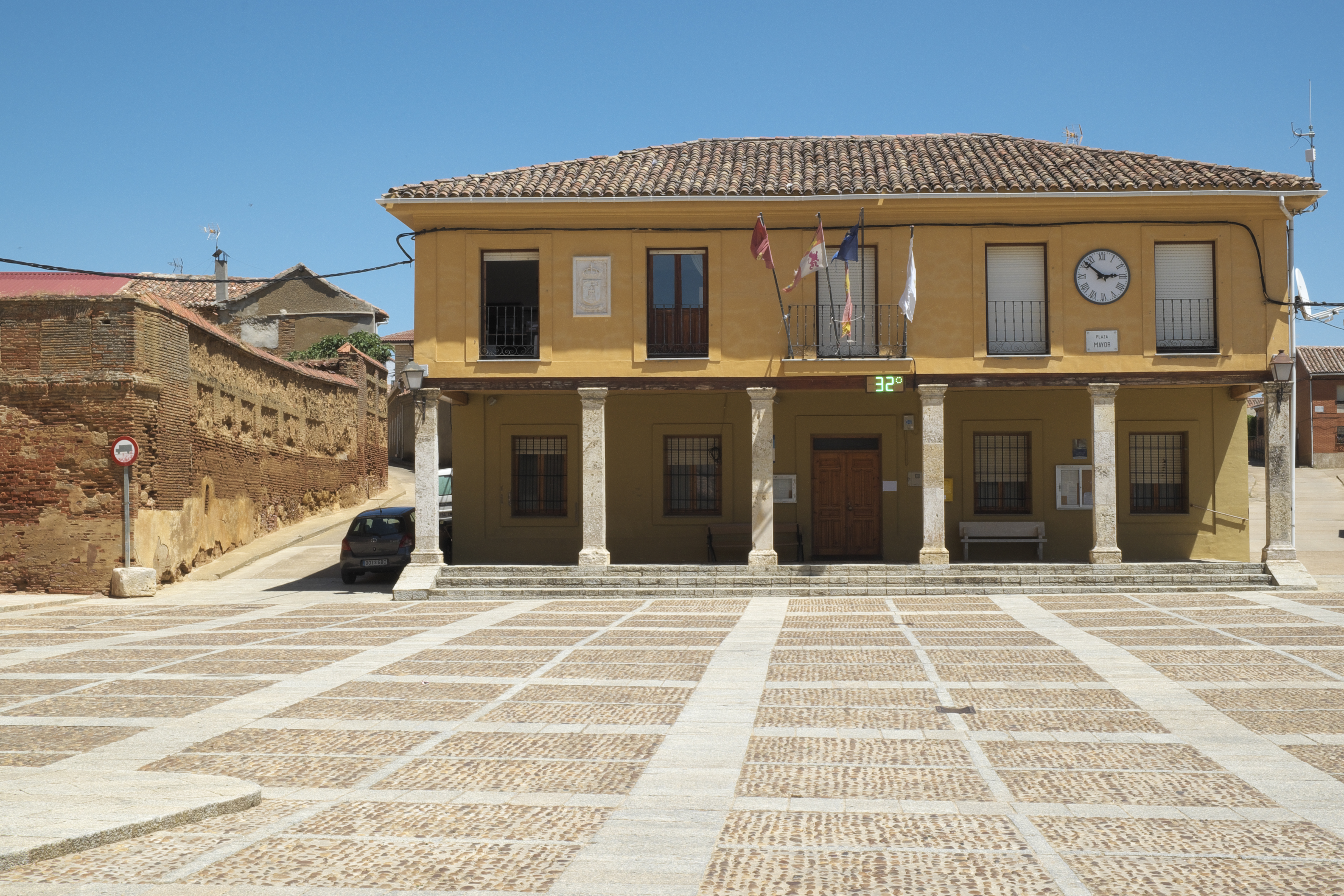
Casa consistorial

Cuenta con una población de 209 habitantes (INE 2024).
| Gráfica de evolución demográfica de Grajal de Campos entre 1842 y 2021                                                |
| |
| Población de derecho según los censos de población del INE. Población de hecho según los censos de población del INE. |

## Comunicaciones

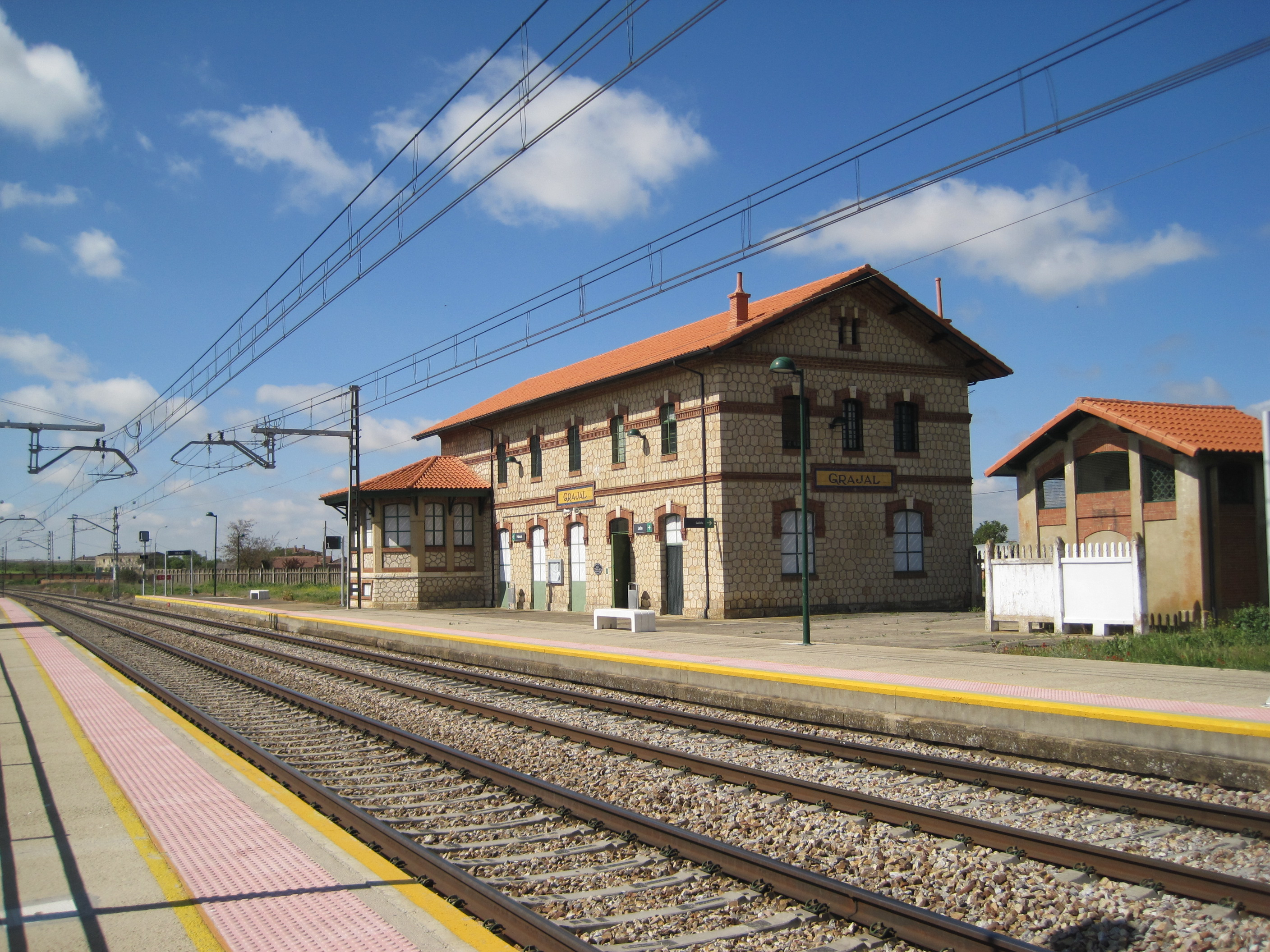
Estación de Grajal de Campos

### Carreteras
Se encuentra conectado mediante la Autovía León-Burgos, desvío 46, en su conexión con la CL-611.

### Ferrocarril
Regionales León/Valladolid.

## Cultura

### Patrimonio

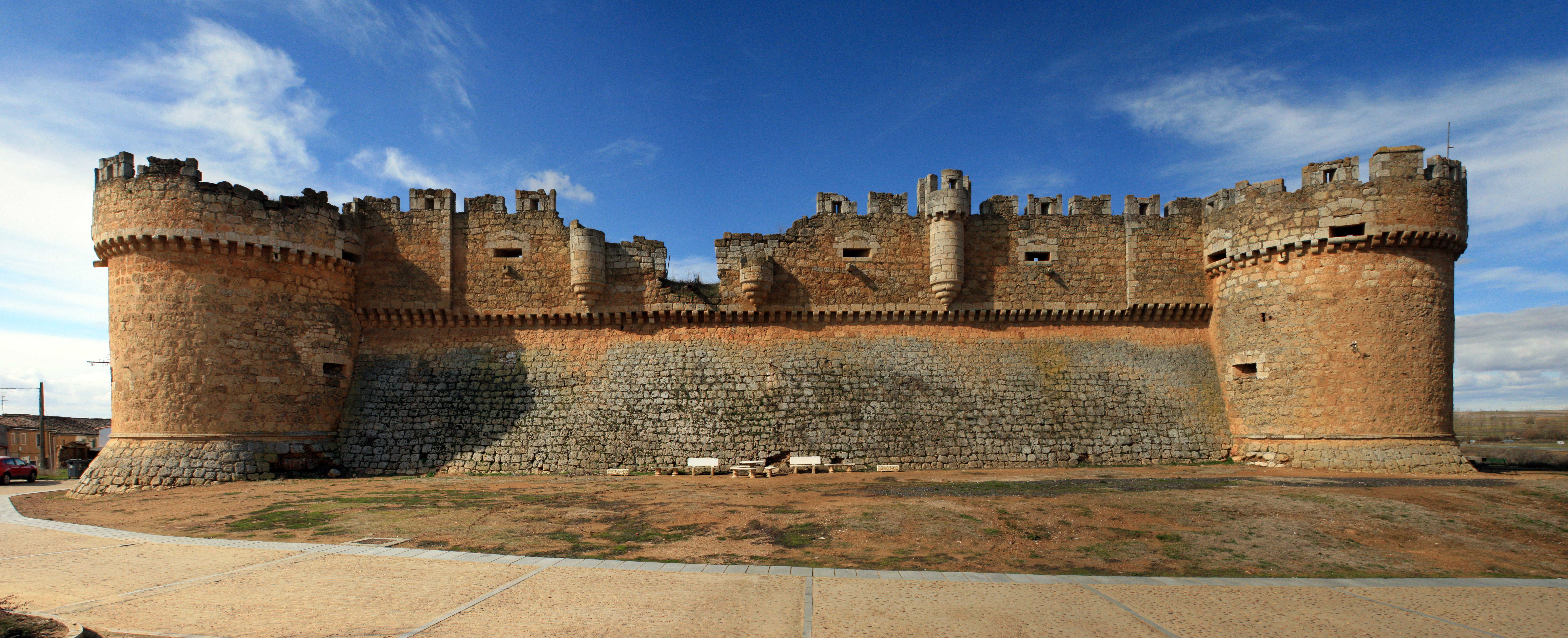
Castillo de Grajal de Campos

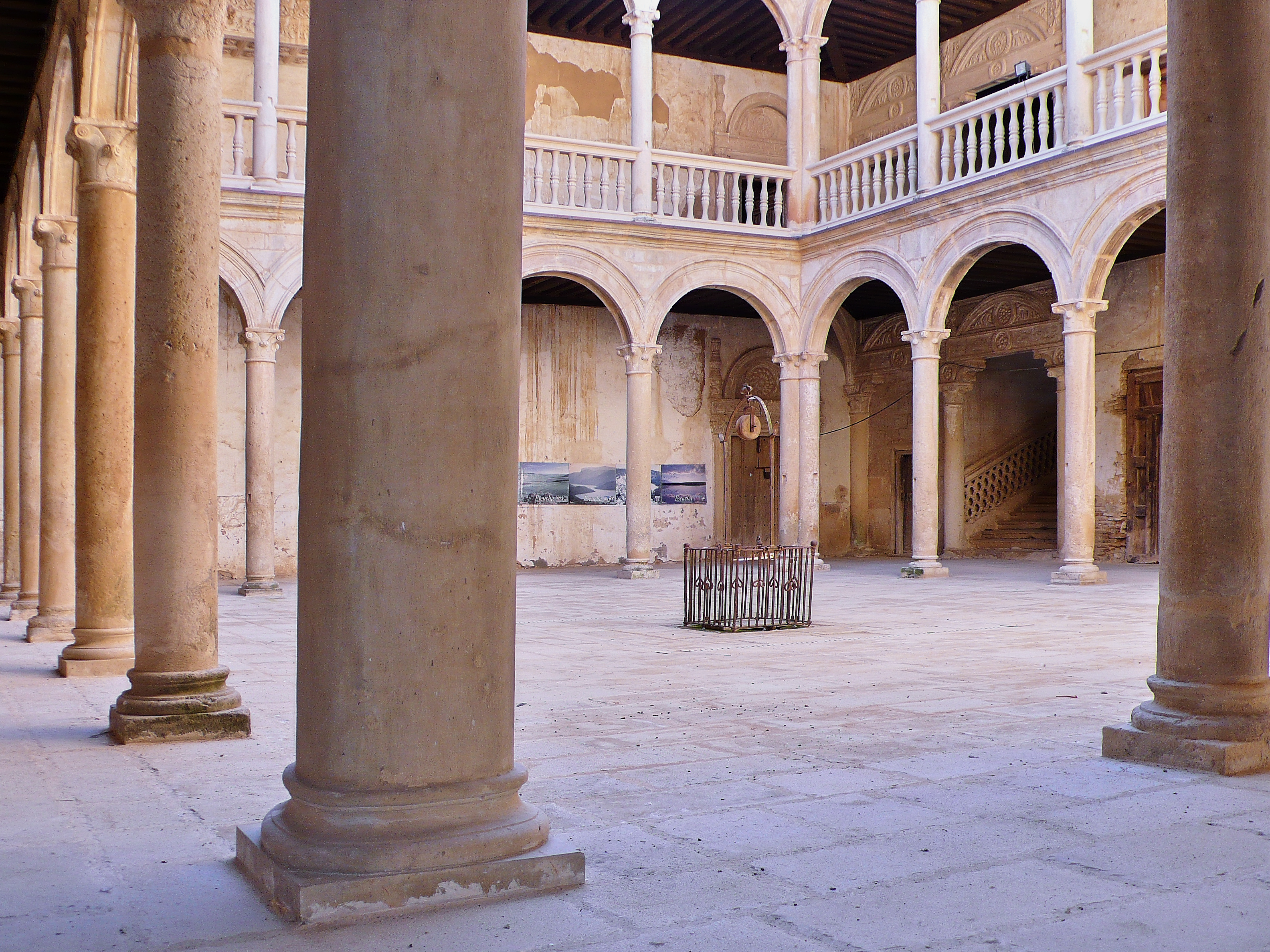
Palacio renacentista de Grajal de Campos

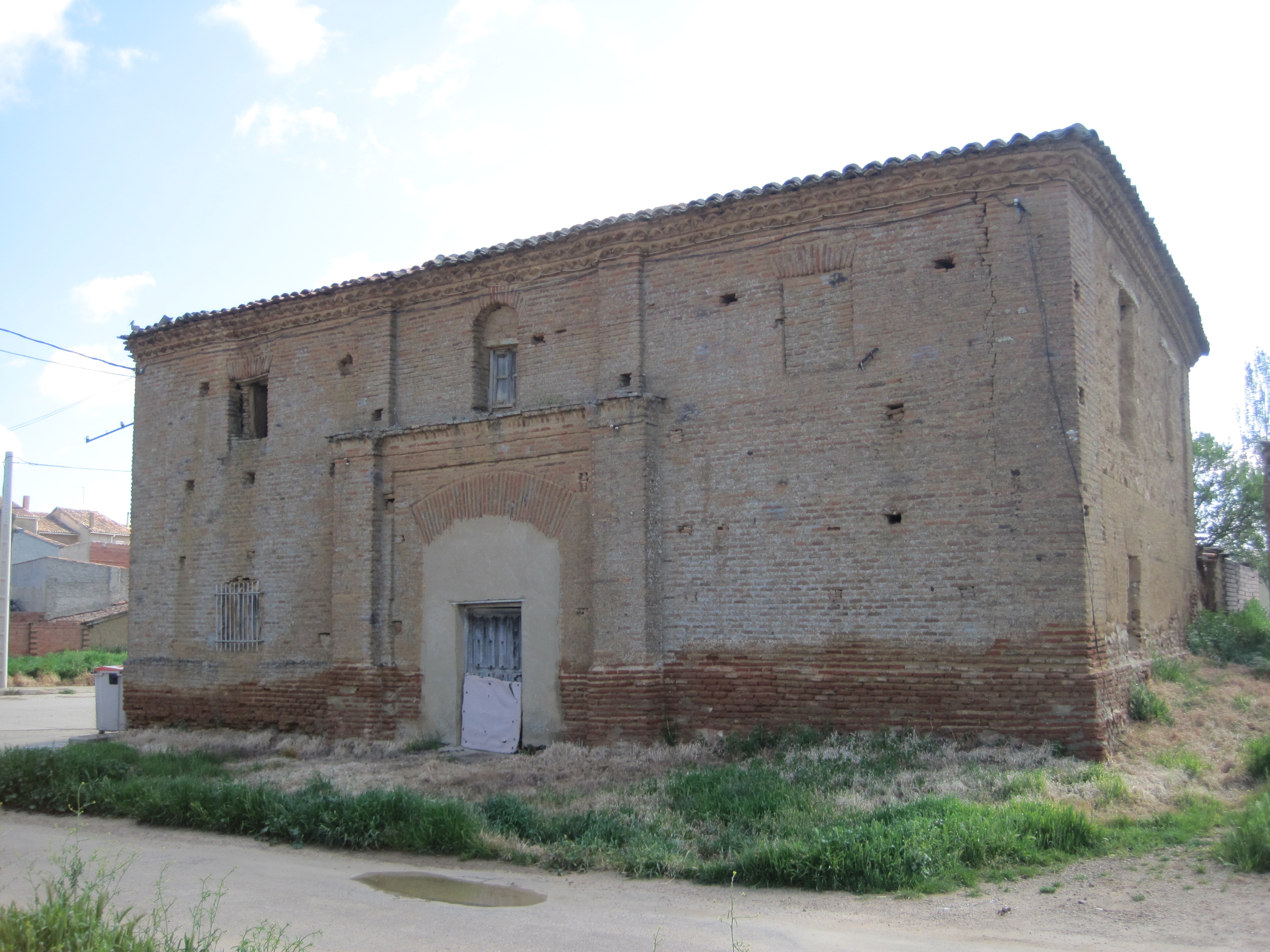
Hospital de Nuestra Señora de la Antigua

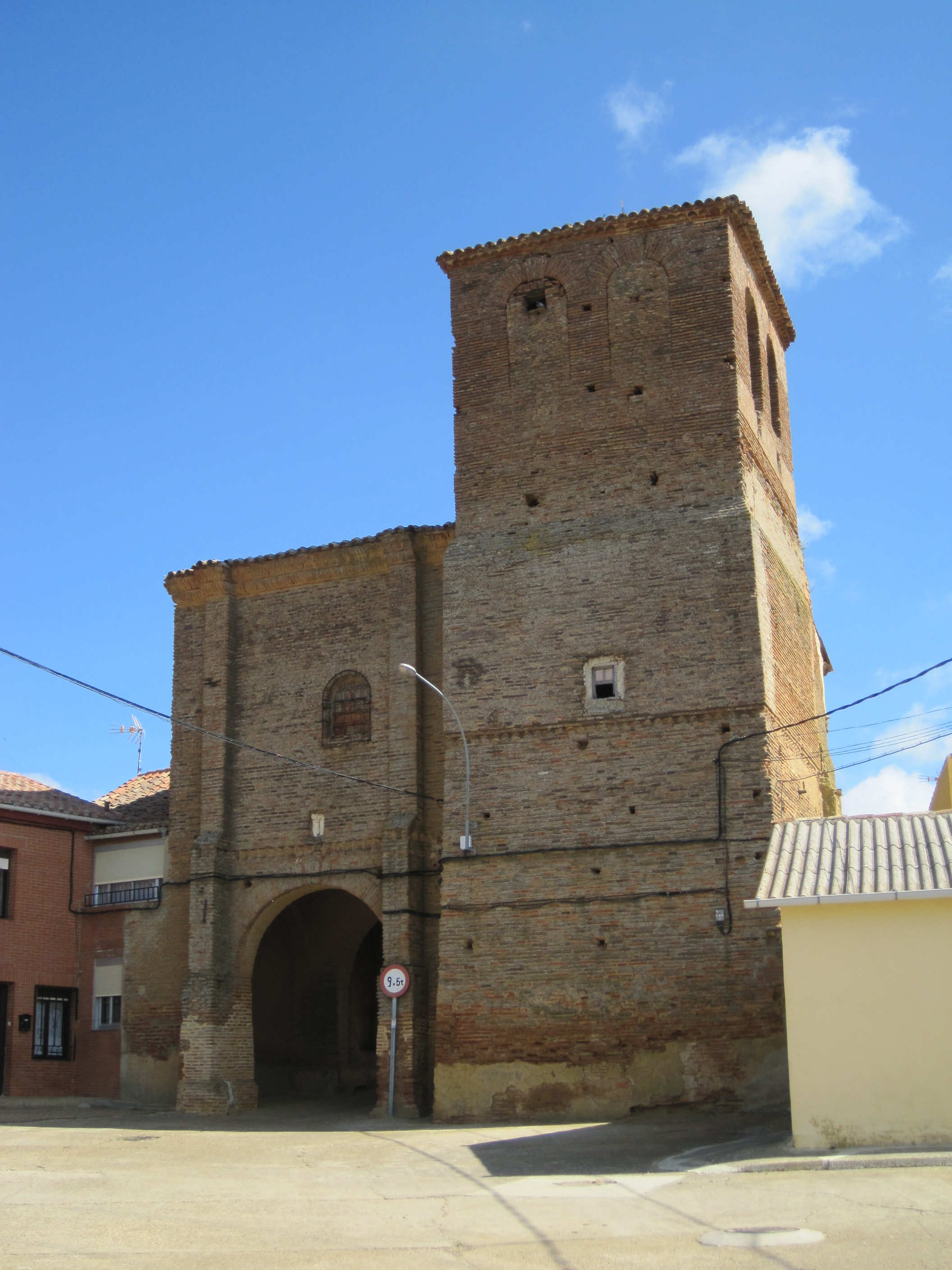
La ermita de la Virgen de las Puertas

- Castillo: se le considera el primer castillo artillero en España. Es una construcción diseñada por el arquitecto Lorenzo de Aldonza, llevada a cabo entre 1517 y 1521, por orden de Hernando de Vega, y finalizado por su hijo, Juan de Vega. Tiene planta cuadrangular con 4 torreones donde se emplazaban los cañones de mayor calibre. Está construido sobre un pronunciado talud.[6] Fue declarado Monumento Nacional el 3 de junio de 1931.[12][13]
- Palacio de los Condes de Grajal: mandado construir por Hernando de Vega y su mujer Blanca Enríquez de Acuña, comienzan las obras en 1517 y acaban en 1523, las dirige el arquitecto Lorenzo de Aldonza. Consta de cuatro torreones alrededor de un gran patio central, con claustro bajo y alto; a este último se accede por una escalera de piedra hermosamente tallada. Posee numerosas habitaciones principales y menores y una bodega con lagar. Se advierte el estilo renacentista italiano (influencias traídas por Juan de Vega desde Italia). Fue declarado Monumento Nacional el 3 de junio de 1931. En 1998 el pueblo de Grajal de Campos adquirió el inmueble, en penoso estado de deterioro, comprándolo a la familia propietaria por el simbólico precio de 6 pesetas.[6]
- Iglesia de San Miguel: es famosa su torre de cinco esquinas, una curiosidad constructiva.[14]
- Ermita de la Virgen de las Puertas.
- Hospital de Nuestra Señora de La Antigua.
- Convento de Nuestra Señora de La Antigua.

### Fiestas
- San Miguel: Patrón del pueblo se celebran 8, 9, 10 de mayo.
- La Virgen de las Puertas: Patrona del pueblo se celebra el 8 de septiembre.
- San Roque: se celebra el 16 de agosto.
- Las Candela: se celebra el 2 de febrero
- Mercadillo Medieval: se celebra en agosto.